# Ageness
Ageness is een Finse muziekgroep, die opereert binnen de progressieve rock.
In 1983 kwam de band met hun eerste muziekalbum, toen nog onder de naam Scarab. Vervolgens bleef het negen jaar stil voordat er een nieuw album volgde; inmiddels was de nama gewijzigd naar Ageness. De band speelt een combinatie van de muziek van Genesis uit hun beginperiode, Saga en Marillion. Centrale man in de band is Tommy Erikson. De band levert onregelmatig muziekalbums af. De band geniet voornamelijk bekendheid in Finland zelf, maar heeft ook in Nederland en België opgetreden. 
- 1983: Scarab
- 1992: Showing Places
- 1995: Rituals
- 1998: Imageness
- 2003: heruitgave Scarab
- 2009: Songs from the Liar's Lair